# Oscar II
Pour les articles homonymes, voir Oscar de Suède.
Oscar II (en norvégien : Oskar II), né le 21 janvier 1829 à Stockholm et mort le 8 décembre 1907 dans la même ville, est roi de Suède de 1872 à sa mort en 1907 et de Norvège de 1872 à 1905.

## Biographie
Titré duc d'Östergötland à sa naissance, il est le troisième fils du roi Oscar Ier de Suède (1799-1859) (alors prince héritier à sa naissance) et de Joséphine de Leuchtenberg et le frère cadet de Charles XV de Suède. Arrière-petit-fils de l'Impératrice Joséphine épouse de Napoléon Ier, il est un neveu (à la mode de Bretagne) de l'empereur Napoléon III. Il est surtout un petit-fils du maréchal Bernadotte, fondateur de la maison Bernadotte régnante sur la Suède.
Il épousa en 1857 la duchesse Sophie de Nassau (1836-1913). Ils eurent quatre fils :
- Gustave V de Suède (1858-1950), épouse en 1881 Victoria de Bade (1862-1930) ;
- Oscar de Suède (1859-1953), contracte en 1888 une union morganatique ;
- Charles de Suède (1861-1951), épouse en 1897 Ingeborg de Danemark (1878-1958) ;
- Eugène de Suède (1865-1947).

## Roi de Suède

### Accession au trône
Il devient roi de Suède le 18 septembre 1872, après la mort de son frère Charles, puis est couronné roi de Norvège le 18 juillet 1873 dans la cathédrale de Trondheim. Lors de son accession au trône, il adopte la devise suivante : Le bien-être des peuples frères. 

### Règne
Alors que le roi et la cour résidaient essentiellement en Suède, il fait l'effort d'apprendre le norvégien au point de le parler couramment et réalise dès le début les difficultés qu'il y a à maintenir l'union des deux pays.
Son règne est marqué par la rupture de l'union personnelle entre la Suède et la Norvège, en juin 1905.
Parmi ses descendants directs, on compte la famille royale suédoise, la famille royale danoise, la famille royale norvégienne, la famille royale belge et la famille grand-ducale luxembourgeoise.
En 1878, la Suède rétrocède l'île de Saint-Barthélemy à la France.

### Mort et succession
Le 8 décembre 1907, après 35 ans de règne, le roi Oscar II meurt à l'âge de 78 ans, dans le palais royal de Stockholm. Après sa disparition, c'est son fils Gustave qui lui succède sous le nom de Gustave V. Le 19 décembre 1907, le défunt monarque est inhumé aux côtés de son épouse dans l'église de Riddarholmen, à Stockholm.

## Divers
Passionné de littérature et de musique, il publia des romans historiques et des traductions.
Boni de Castellane rapporte avoir rencontré chez la comtesse Edmond de Pourtalès le roi Oscar II et l'avoir pris pour Paul Déroulède tant il lui ressemblait.
Il est le premier roi de Suède dont l'effigie est apparue sur un timbre-poste suédois en 1885.
Ayant eu ses yeux soignés par l'ophtalmologiste William Wilde, il le remercia en devenant le parrain de son deuxième fils, d'où le prénom original d'Oscar donné au futur dandy.
Dans un courrier daté du 26 juin 1896 de Papus à Edouard Blitz, il figure comme membre d'honneur de l'Ordre martiniste.

## Titres et honneurs

### Titulature
- 21 janvier 1829 - 8 juillet 1859 : Son Altesse Royale le prince Oscar-Frédéric de Suède et de Norvège, duc d'Östergötland ;
- 8 juillet 1859 - 18 septembre 1872 : Son Altesse Royale le prince héritier présomptif de Suède et de Norvège, duc d'Östergötland ;
- 18 septembre 1872 - 7 juin 1905 : Sa Majesté le roi de Suède et de Norvège ;
- 7 juin 1905 - 8 décembre 1907 : Sa Majesté le roi de Suède.

Prince Oscar-Frédéric, duc d'Östergötland (1829-1844).
Prince Oscar-Frédéric, duc d'Östergötland (1844-1872).
Roi de Suède et de Norvège (1872-1885).
Monogramme du roi Oscar II de Suède.

### Armes
Le roi Oscar II était le grand maître de l'ordre des Séraphins et ses armoiries furent exposées dans l'église de Riddarholmen de 1872 à 1905 :
| Blason | Blasonnement : parti, en 1 coupé d'or, cantonné en chef d'azur, à trois couronnes d'or (de Suède moderne) et d'azur, à trois barres ondées d'argent, au lion couronné d'or, brochant sur le tout (de Suède ancien), en 2 de gueules, au lion couronné d'or, tenant dans ses pattes une hache danoise d'argent, emmanchée du second (de Norvège ancien) à la demi-croix de Saint-Eric, sur le tout parti de Vasa (tiercé en bande d'azur, d'argent et de gueules à la gerbe d'or brochant) et de Pontecorvo (d'azur, au pont à trois arches d'argent, sur une rivière de même, ombrée d'azur, et supportant deux tours du second ; le tout surmonté d'une aigle de sable empiétant un foudre d'or accompagnée en chef de sept étoiles d'or aussi rangées en forme de la constellation de la Grande Ourse (de Bernadotte)). |

Armoiries exposées à  partir de 1905 dans l’église de Riddarholmen :
| Blason | Blasonnement : écartelé : à la croix pattée d'or, qui est la Croix de Saint-Eric, cantonnée en 1 et 4, d'azur à trois couronnes d'or posées 2 et 1 (qui est de Suède moderne), en 2 et 3, d'azur, à trois barres ondées d'argent, au lion couronné d'or armé et lampassé de gueules, brochant sur le tout (qui est de Suède ancien), sur-le-tout parti de Vasa (tiercé en bande d'azur, d'argent et de gueules à la gerbe d'or brochant) et de Pontecorvo (d'azur, au pont à trois arches d'argent, sur une rivière de même, ombrée d'azur, et supportant deux tours du second ; le tout surmonté d'une aigle contournée de sable au vol abaissé, becquée et membrée d'or empiétant un foudre de même accompagné en chef de sept étoiles d'or aussi rangées en forme de la constellation de la Grande Ourse (de Bernadotte)). |